# 邓肯·肯沃西
邓肯·哈米什·肯沃西（英語：Duncan Hamish Kenworthy）OBE (1949年-) 是一名英国电影和电视监制，以及制片公司DNA Films的联合创始人。现任Toledo Productions制片人，以及英国电影和电视艺术学院副主席。
他监制的主要电影作品包括《四个婚礼一个葬礼》(1994)、 Lawn Dogs (1995)、《诺丁山》(1999)、《真爱至上》(2003) 和《迷踪：第9鹰团》(2011)。电视作品有Jim Henson的 The Storyteller 和1996年版的《格列佛遊記》(1996)。他也是 Fraggle Rock 的联合创造者。